# Daliget
Daliget är ett vattendrag i Armenien. Det ligger i den sydöstra delen av landet, 130 kilometer sydost om huvudstaden Jerevan.
Trakten runt Daliget består i huvudsak av gräsmarker. Runt Daliget är det ganska glesbefolkat, med 42 invånare per kvadratkilometer.